# Pichonia balansana
Pichonia balansana är en tvåhjärtbladig växtart som beskrevs av Jean Baptiste Louis Pierre. Pichonia balansana ingår i släktet Pichonia och familjen Sapotaceae. IUCN kategoriserar arten globalt som livskraftig. Inga underarter finns listade i Catalogue of Life.